# Wappen Schleswig-Holsteins

Landeswappen Schleswig-Holsteins entsprechend dem Anhang zu § 3 Hoheitszeichengesetz vom 18. Januar 1957 in der Fassung vom 29. November 2011
(nur amtliche Verwendung)

Schwarzweißes Landeswappen für behördlichen Druck auf Blankobogen

Landessymbol Schleswig-Holsteins
freie Verwendung
(Jedermann-Wappen)

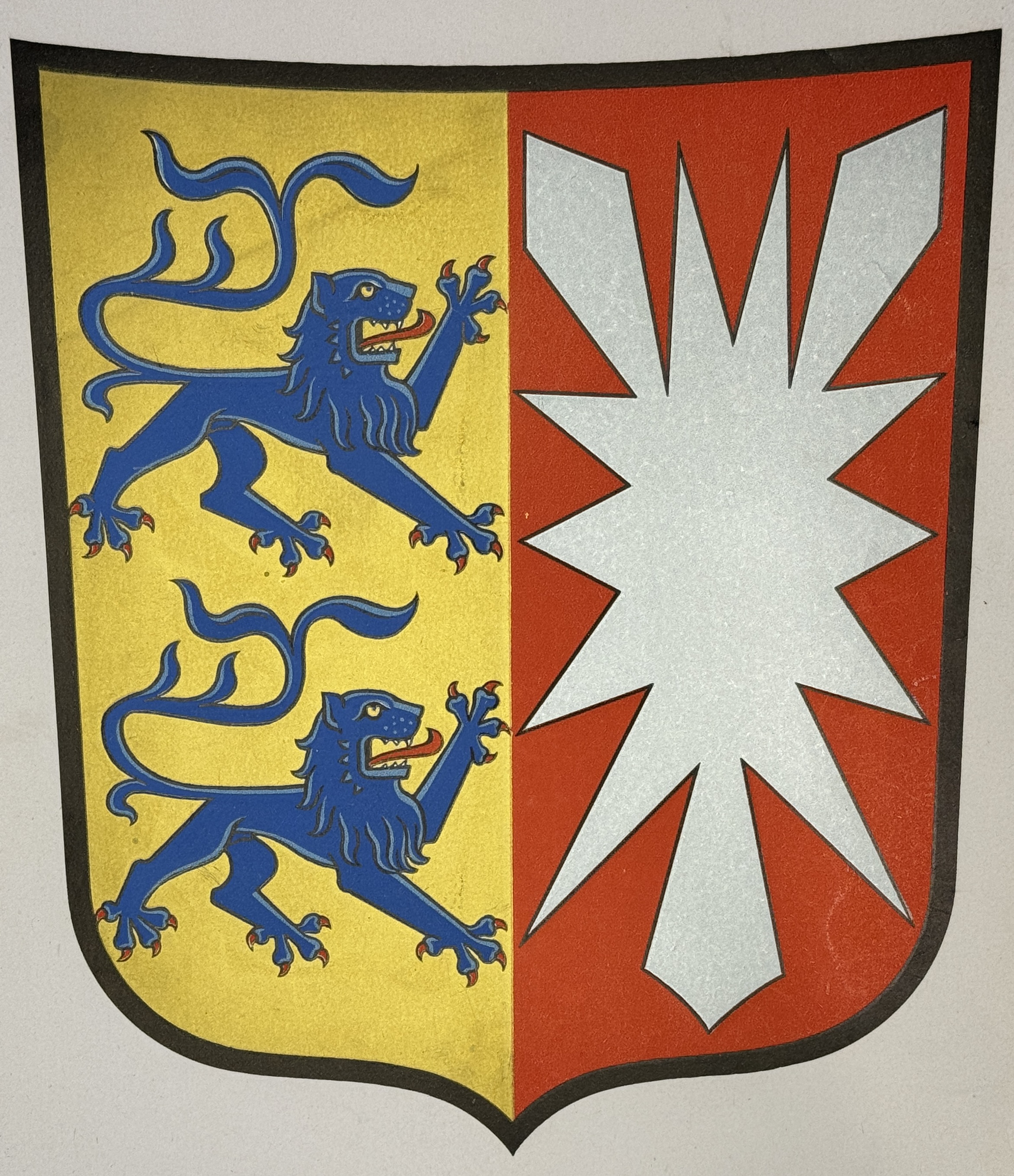
Landeswappen Schleswig-Holsteins entsprechend dem Anhang zu § 3 Hoheitszeichengesetz vom 18. Januar 1957 in der ursprünglichen Fassung, wie als Wappenmuster hinterlegt im Landesarchiv Schleswig-Holstein in Abt. 419 Nr. 2

Das Wappen Schleswig-Holsteins ist im „Gesetz über die Hoheitszeichen des Landes Schleswig-Holstein“ vom 18. Januar 1957 wie folgt definiert:
„Das Landeswappen zeigt in gespaltenem Schild rechts auf goldenem Grund zwei blaue, nach innen gewandte, rot bewehrte, schreitende Löwen, links in Rot ein silbernes Nesselblatt.“
Das Wappen selbst ist im Anhang zu § 3 des Gesetzes abgedruckt,
die Anlage wurde 2011 neu veröffentlicht mit der Begründung
„Die dem Gesetz als Anlagen beigefügten Muster des Landeswappens … sind durch die grafisch optimierte Darstellung des Landeswappens zu ersetzen, die im Zuge der Vereinheitlichung des Corporate Design der Landesverwaltung eingeführt worden ist.“ In der parlamentarischen Aussprache wurde erklärt, dass eine „Anpassung an die heutigen Standards erforderlich gewesen sei. Auf Nachfrage [wurde] erklärt … , die Optimierung habe darin bestanden, bestimmte Linienführungen grafisch so zu optimieren, dass die Wappen bei einer Verkleinerung oder Vergrößerung von der Proportion her jeweils gleich wirkten. Außerdem seien auch die Farben jetzt nach DIN-Normen beschrieben worden.“ Am 27. August 2013 änderte sich das Corporate Design der Landesverwaltung.
Landesbehörden und Notare „führen das Landeswappen... Sie dürfen das Landeswappen nicht in abgewandelter Form verwenden.“ Jede andere Verwendung des Landeswappens ist vom Ministerium für Inneres, Kommunales, Wohnen und Sport des Landes Schleswig-Holstein, Referat IV 16 (Hoheitszeichenrecht) zu genehmigen.

## Geschichte
Die Löwen stehen für den Landesteil Schleswig, das Nesselblatt für Holstein.
Erstmalig ist das Wappen auf einem Stempelpapier der Glückstädter Kanzlei im Jahre 1689 zu sehen; die Löwen blickten allerdings nach rechts.
1881 wurde dieses Wappen durch königlich preußische Kabinettsorder offiziell bestätigt.

### Heraldisch rechtes Feld: Löwen
Im heraldisch rechten Feld, also auf der linken Seite, sind die sogenannten Schleswigschen Löwen. Sie sind dem dänischen Wappen entnommen, welche drei Löwen im Wappen zeigen; zwei Löwen werden erstmals 1245 in einem Siegel der Herzöge von Schleswig gezeigt. Herzog Abel erhielt als jüngerer Königssohn ein gemindertes Wappen, das heute das Wappen des ehemaligen Herzogtums Südjütland bzw. Schleswig ist.
Im Gegensatz zu den normalen Schleswigschen Löwen, die auf den Kreis-/Stadtwappen nach links sehen (so zum Beispiel das Wappen von Flensburg), sehen die Löwen im Landeswappen seit Beginn der Preußenherrschaft im Jahre 1864 nach rechts. Einer Anekdote zufolge soll Otto von Bismarck nach dem Deutsch-Dänischen Krieg angeordnet haben, dass die Löwen in Richtung des Nesselblattes schauen, da es „ungebührlich“ sei, dem anderen Landesteil sein Hinterteil entgegenzustrecken.

### Heraldisch linkes Feld: Nesselblatt
Im heraldisch linken Feld befindet sich ein silberner bzw. weißer Schild mit roter Borte – das Wappen der Schauenburger Territorialherren, dieses wird seit den Oldenburgern als holsteinisches Nesselblatt bezeichnet. Es ist ein altes Symbol, das von den Schauenburger Landesherren übernommen wurde (Grafen von Schauenburg und Holstein, Grafschaft Schaumburg, Schaumburg-Lippe). Dieses sog. Nesselblatt ist silbern auf rotem Grund. Graf Adolf IV., der Mönch wurde und eine Pilgerfahrt nach Rom durchführte, führte die drei Nägel in den Ecken zur Erinnerung an die Kreuzigung des Heilands, also Jesus von Nazareth, ein.

### Zwei Felder
Graf Gerhard VI. von Holstein-Rendsburg vereinte 1395 auf seinem Siegel erstmals die Schleswiger Löwen mit dem holsteinischen Nesselblatt.
Um 1850 fanden Schleswig-Holstein-Wappen mit dem beigefügten Schriftzug: „Up ewig ungedeelt“ im Land Verbreitung.
Am 18. Januar 1957 beschloss das Land Schleswig-Holstein die aktuelle Fassung des Wappens in seinen Details sowie die Landesfahne mit den Farben blau-weiß-rot. Die Farben der Landesfahne entstammen im Übrigen dem Wappen.

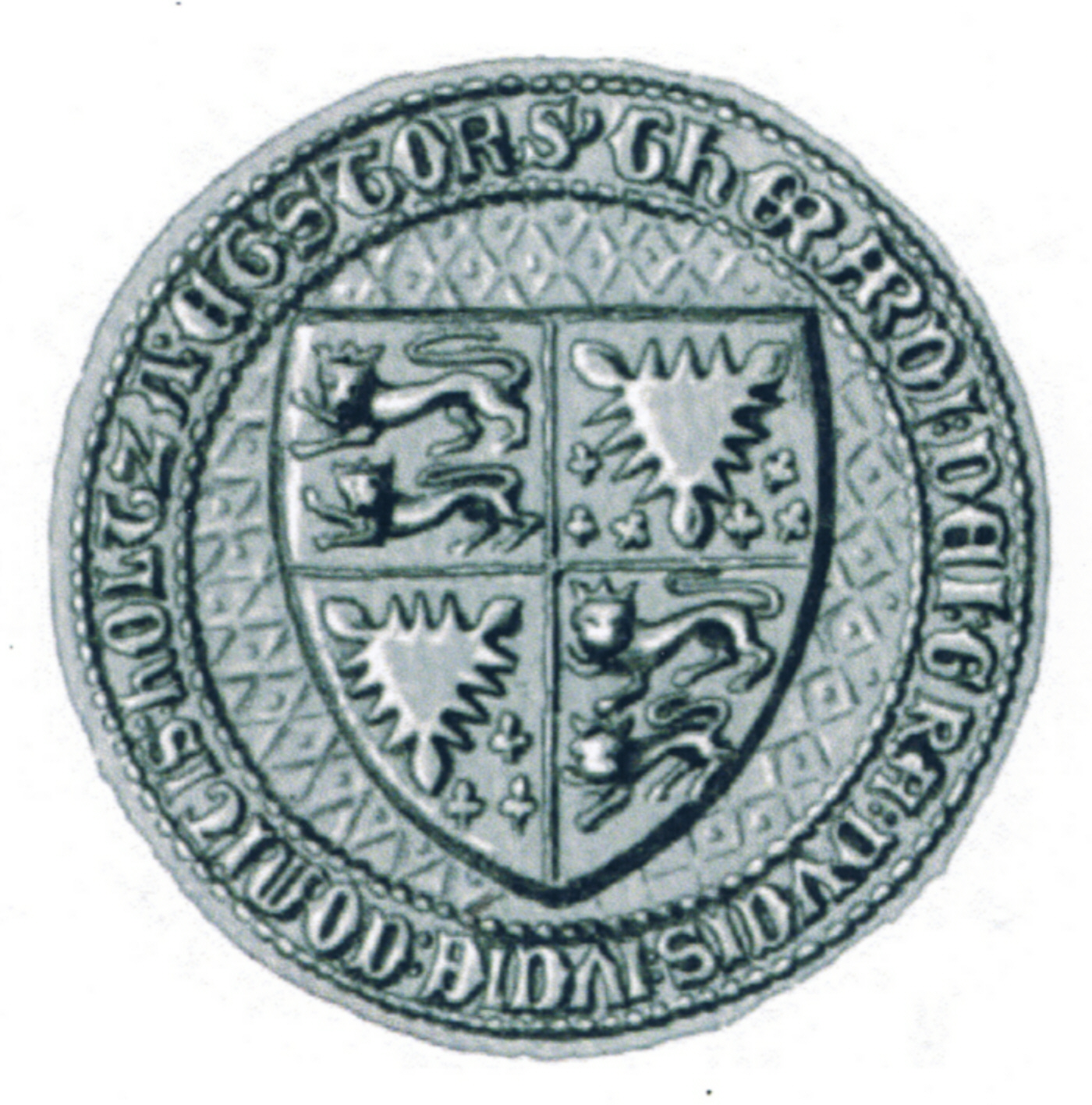
Siegel des Gerhard VI. von 1395
Wappen der Provinz Schleswig-Holstein ab 1867
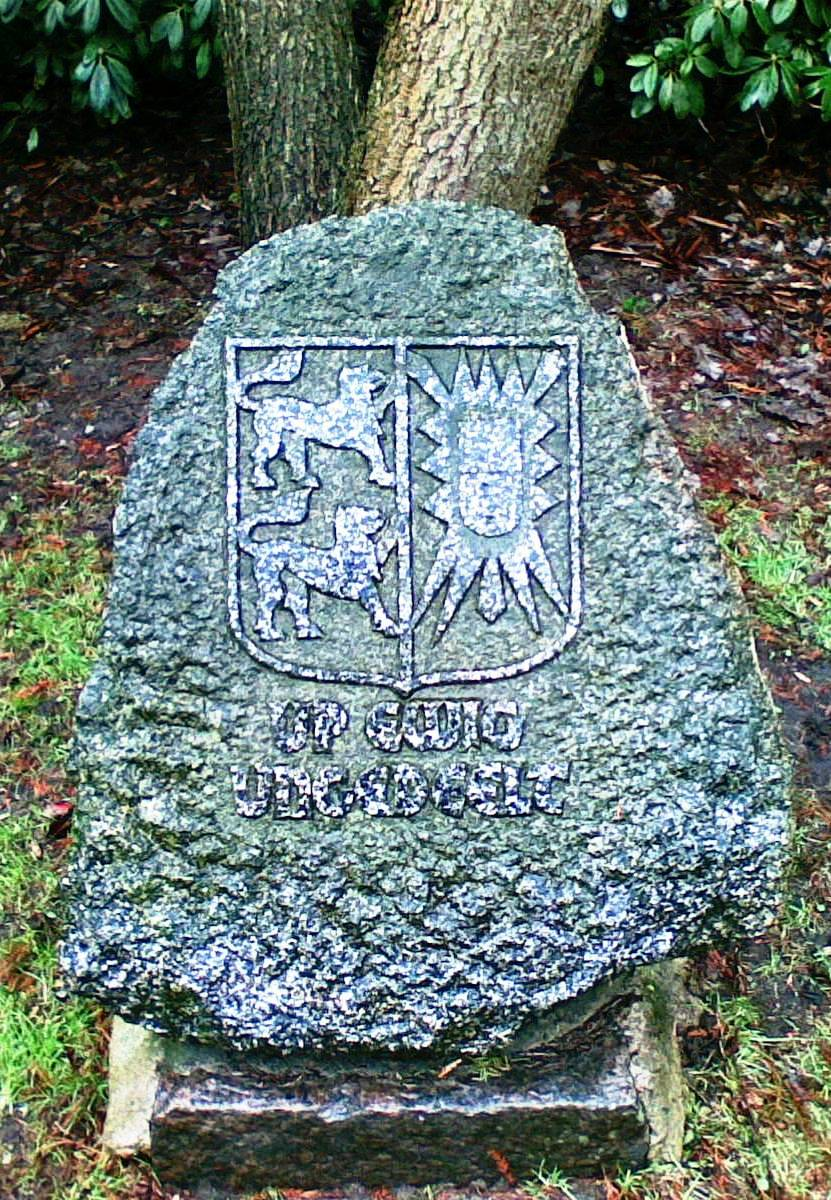
Gedenkstein in Rahlstedt mit dem Wappen Schleswig-Holsteins und dem Schriftzug: „Up ewig ungedeelt“. Nach 1928 verwendet
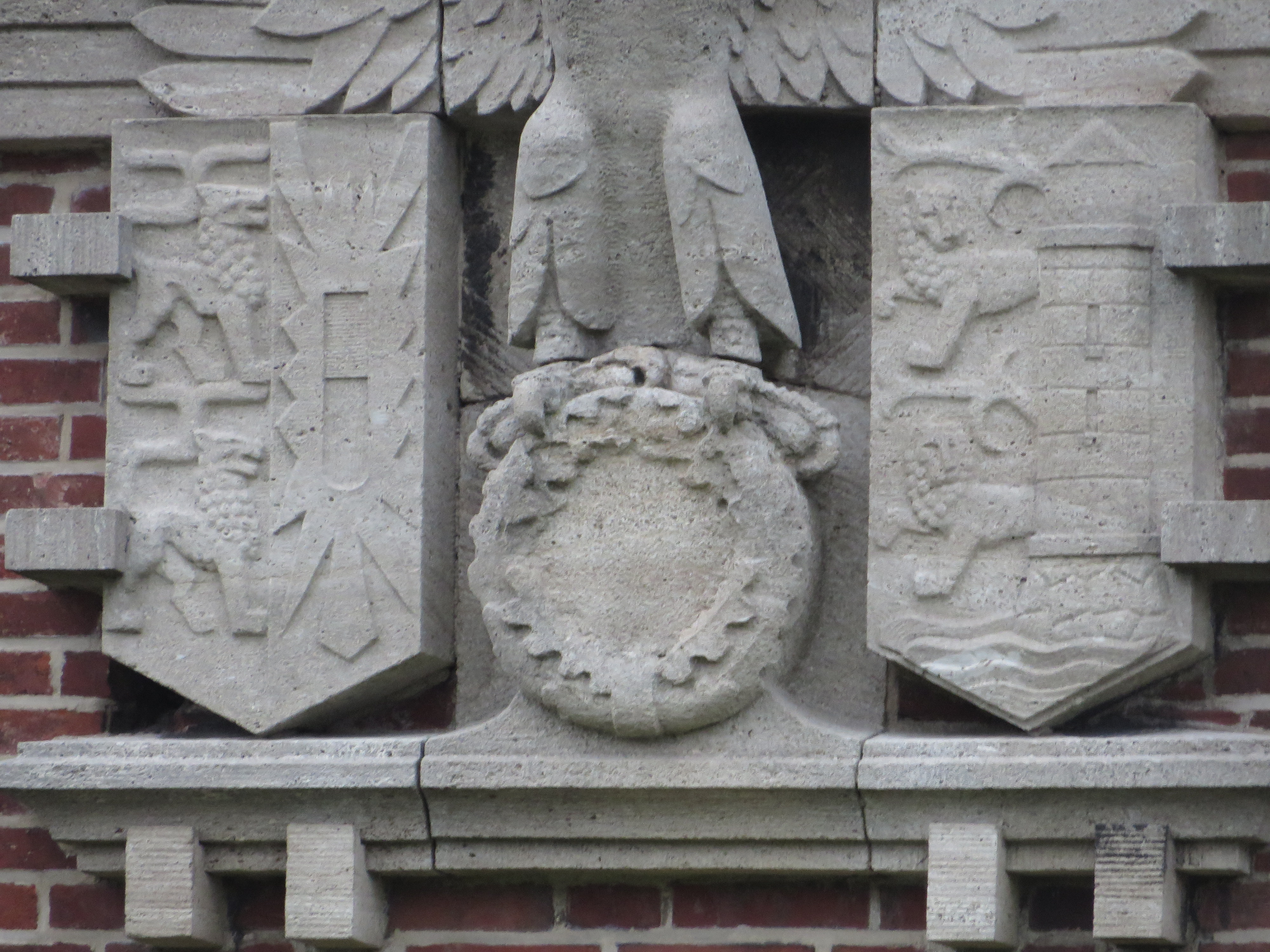
Schleswig-Holsteins Wappen und Flensburgs Wappen unter den Schwingen des heute entnazifizierten Reichsadlers an der Marinesportschule in Flensburg-Mürwik, wo sich im Mai 1945 die letzte Reichsregierung befand.
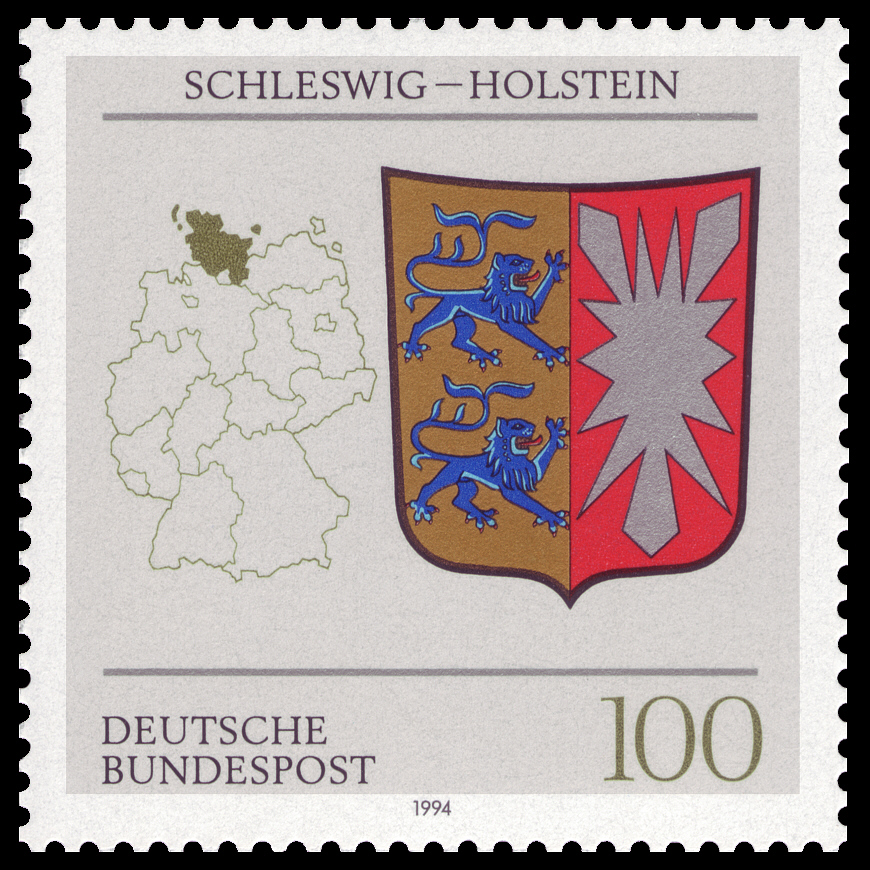
Briefmarke von 1994 aus der Serie: Wappen der Länder der Bundesrepublik Deutschland
Künstlerische Variante des Landeswappen Schleswig-Holsteins

## Landessymbol
Das Landeswappen darf nur von offiziellen Stellen verwendet werden. Jedoch hat die Landesregierung ein Wappenzeichen herausgegeben, das frei verwendbar ist (Jedermann-Wappen). Es hat einen unten abgerundeten Schild und eine abweichende Löwendarstellung.

## Gedicht
1885 fasste Theodor Storm das Wappen in Verse:
Aus Schleswig-Holstein

Das Banner hoch! die weiße Nessel!

Und hoch das blaue Löwenpaar!

Sie sind des Hauses heilig Zeichen

Und unverletzlich immerdar.

Und wo wir festlich uns vereinen,

Die blauen Löwen halten Wacht;

Zu Kränzen winden wir die Nessel

In unsrer Buchen Blätterpracht.

Doch tret getrost auf unsre Schwelle,

Wer uns vertraut und wer getreu;

Nicht brennen wird die weiße Nessel

Und brüllen nicht der blaue Leu.

Das Banner hoch! das Sonnenleuchten

In seine freien Schwingen fällt;

Und daß es rauschend sich entfalte

Und sichtbarlich vor aller Welt.

Vereinigt noch durch manch Jahrhundert

Soll das Geschwisterwappen wehn –

Das Banner hoch! damit wir fühlen,

Daß wir auf eigner Erde stehn.